# Hindisheim
Hindisheim je občina v departmaju Bas-Rhin francoske regije Alzacija.
Leta 2011 je v občini živelo 1.398 oseb oz. 118 oseb/km².